# براندون (میزوری)
براندون (به انگلیسی: Brandon) یک منطقهٔ مسکونی در ایالات متحده آمریکا است که در شهرستان بنتون، میزوری واقع شده‌است. براندون ۲۸۱٫۹۴ متر بالاتر از سطح دریا واقع شده‌است.